# 朱健𣐬
歸善康肅王朱健𣐬（1508年—1543年），明朝魯藩第二代歸善王，歸善王朱當沍的嫡長子。

## 生平
正德九年（1514年），歸善王朱當沍被廢為庶人，發往鳳陽高墻後自殺。嘉靖元年（1522年），魯王朱陽鑄奏請讓朱健𣐬襲封，但明世宗下旨稱，朱當沍情罪深重，其子不准襲封。嘉靖二十年（1541年），朱健𣐬獲准襲封歸善王。
嘉靖二十二年（1543年），朱健𣐬去世，享年三十六歲，諡號康肅。因其無子，歸善王的封爵被廢除。